# Taki Ongoy (álbum)
Taki Ongoy (en quechua: "La enfermedad del canto") es un álbum editado en 1986 por el cantautor argentino Víctor Heredia. Se trata de una obra conceptual que recuerda al movimiento indígena político y cultural del mismo nombre (también escrito Taki Unquy), surgido en los andes peruanos durante el siglo XVI contra la reciente invasión española. 
Del disco participaron los artistas Juan Carlos Baglietto, Jorge Fandermole y Mercedes Sosa.
La obra alterna piezas musicales con narraciones que describen la historia de los pueblos originarios de América desde la época precolombina, a partir de la perspectiva histórica de los indígenas oprimidos en lucha por su identidad y su libertad.

## Controversias y reconocimientos
Según su autor, la obra fue mal recibida por la Iglesia católica; el obispo de la ciudad bonaerense de Lomas de Zamora, monseñor Desiderio Collino, pidió la excomunión del autor, mientras que el embajador español ante Argentina habría sugerido al gobierno de Raúl Alfonsín que la prohibiera.
El álbum fue reeditado en 2006, para su vigésimo aniversario, año en que Víctor Heredia ofreció una serie de recitales en el Teatro Opera. Ese año la obra fue declarada de Interés Educativo por el Ministerio de Educación de la nación.

## Estructura de la obra
La siguiente es una descripción de las canciones que componen al álbum:
| Primera parte | Segunda parte                                        | Tercera parte                                                                       | Cuarta parte | Quinta parte                                     | Sexta parte      | Séptima parte                                                        |
| --- | ---------------------------------------------------- | ----------------------------------------------------------------------------------- | --- | ------------------------------------------------ | ---------------- | -------------------------------------------------------------------- |
| Texto nº 1 Pláticas de los sabios y ancianos (Nahuaxl - Nuahatlacolli) Veinte mil años Patria Taki Ongoy La puerta del cosmos | Texto nº2 Encuentro en Cajamarca Muerte de Atahualpa | Texto nº3 Año 1530 - Peste Aya Marcay Quilla Taki Ongoy n.º 2 Muerte de Túpac Amaru | Texto nº4 (El gran alzamiento diaguita - 1630/1643) Don Juan Chalimín Mutilaciones La cabeza de Pedro Chumay Un pedazo de mi sangre | Texto nº5 Canción por la muerte de Juan Chalimín | Texto nº6 Potosí | Texto nº7 Un dulce alfarero Ella está conmigo Una tierra sin memoria |